# مونته‌سپرتولی
مونته‌سپرتولی (به ایتالیایی: Montespertoli) یک کومونه در ایتالیا است که در استان فلورانس واقع شده‌است. مونته‌سپرتولی ۱۲۵٫۰ کیلومترمربع مساحت و ۱۲٬۷۲۳ نفر جمعیت دارد و ۲۵۷ متر بالاتر از سطح دریا واقع شده.

## خواهرخوانده
شهرهای کارونیا، Santo Stefano di Cadore، اپرنه، نوی‌اشتات آن در آیش و Tichla خواهرخوانده‌های مونته‌سپرتولی هستند.